# Susanna Mkrtchyan
Pour les articles homonymes, voir Mkrtchyan.
Susanna Mkrtchyan (arménien : Սուսաննա Մկրտչյան), née le 26 août 1949 à Erevan, est une wikimédienne arménienne.

## Biographie
De formation universitaire en sciences de l'information, elle coordonne les wikimédiens arméniens qui contribuent sur Wikipédia en arménien, puis fonde en 2013 le chapitre Wikimédia Arménie (hy) qui organise la même année sa première conférence.
Elle est la présidente du chapitre Wikimédia Arménie depuis sa création en 2013.
En 2015, elle est distinguée « mention honorable » dans le cadre de la récompense Wikipédien de l'année par Jimmy Wales,.